# Katarki, Manvi
Katarki là một làng thuộc tehsil Manvi, huyện Raichur, bang Karnataka, Ấn Độ.